# Parafia Ewangelicko-Augsburska w Zelowie-Bełchatowie
Parafia Ewangelicko-Augsburska w Zelowie-Bełchatowie – luterańska parafia w Zelowie, należąca do diecezji warszawskiej Kościoła Ewangelicko-Augsburskiego w RP. Mieści się przy ulicy Żeromskiego. W 2018 liczyła około 20 wiernych.

## Historia

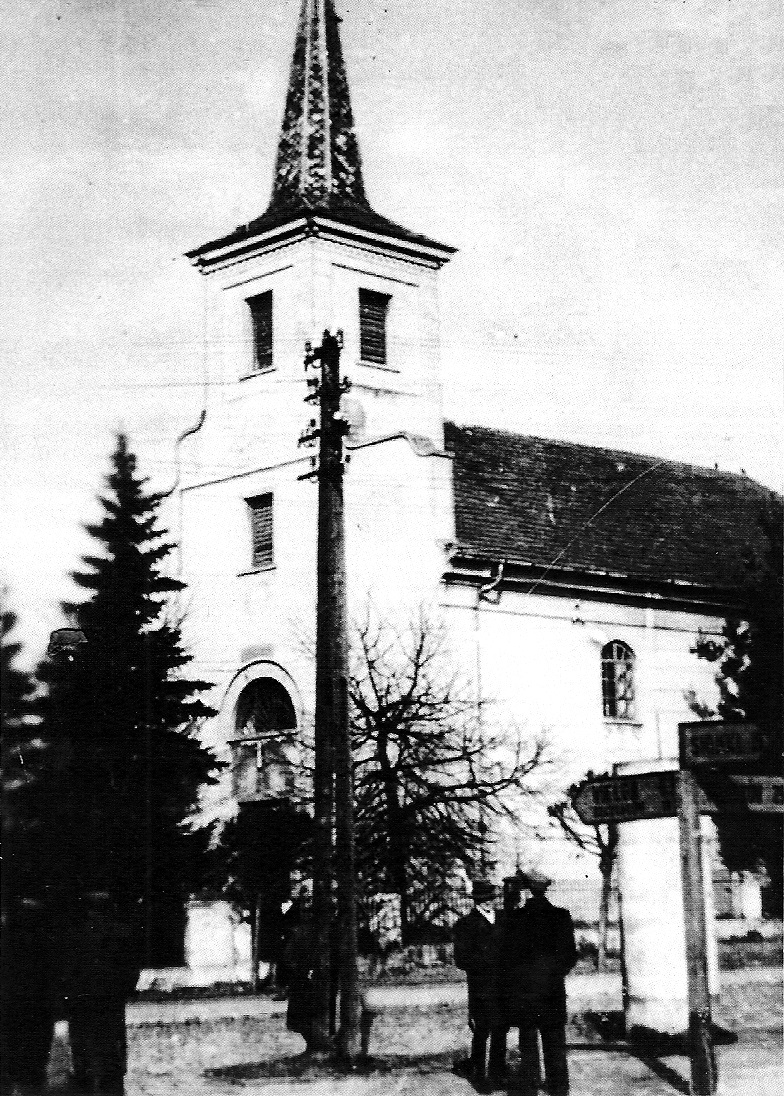
Kościół ewangelicki w Bełchatowie

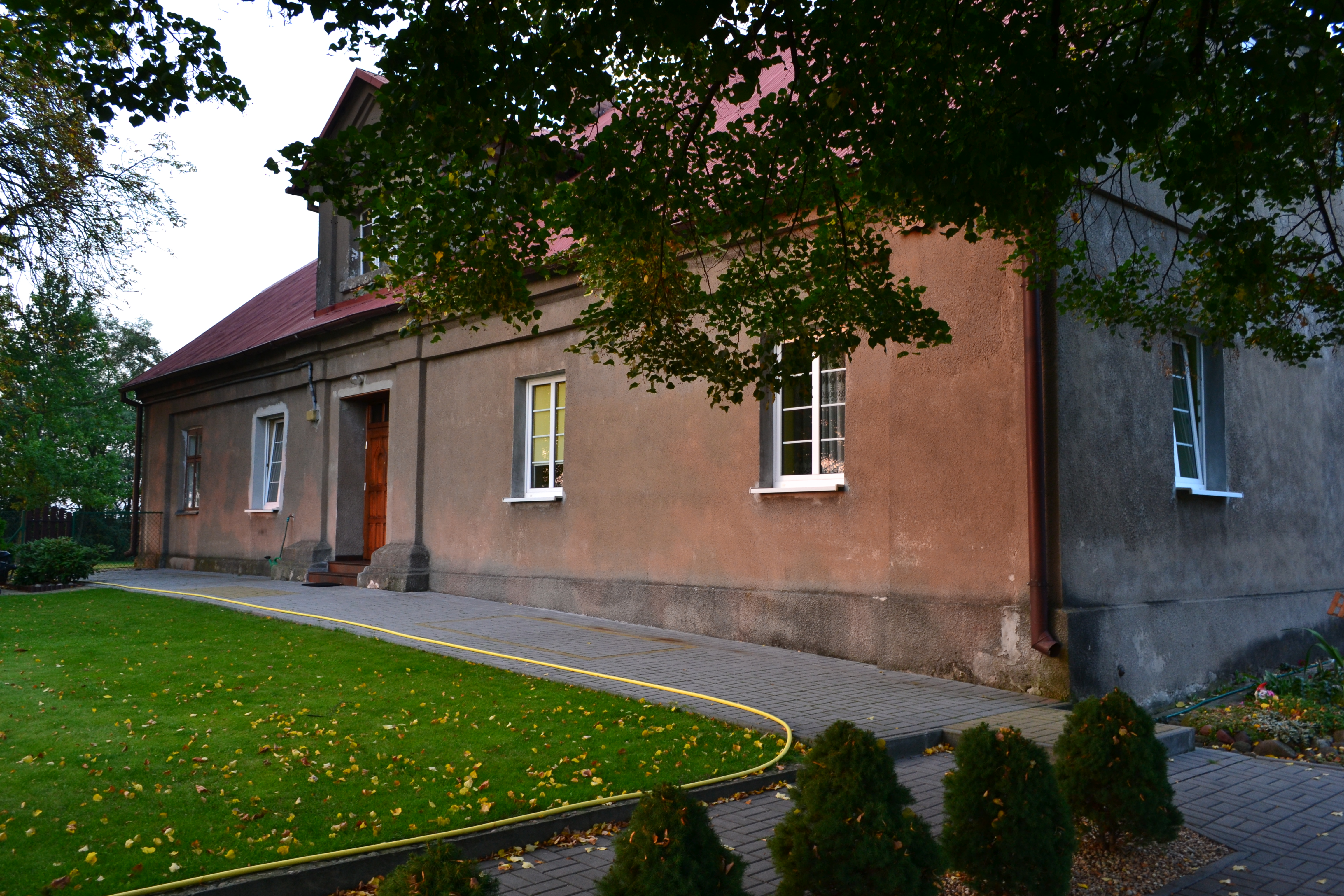
Dawny dom zborowy ze szkołą kantoracką w Pożdżenicach

### Zelów
Do czasu likwidacji luterańsko-reformowanej unii kościelnej w Królestwie Polskim w 1849, luteranie zamieszkujący Zelów należeli do tamtejszej parafii ewangelicko-reformowanej. Następnie stali się członkami parafii ewangelicko-augsburskiej w Bełchatowie.
W 1857 powołany został zbór filialny w Pożdżenicach z kaplicą, podległy bełchatowskiej parafii ewangelickiej. Po 1870 filiał administrował również kantoratami w Korablewie, Pawłowej i Zelowie. Kantorat w Pawłowej posiadał własną, wolnostojącą drewnianą kaplicę, natomiast nabożeństwa w Korablewie i Zelowie odbywały się w tamtejszych szkołach.
Wierni zamieszkali w Zelowie objęci byli opieką duszpasterską miejscowego kantora, a kilkanaście razy w roku do Pożdżenic dojeżdżał również ksiądz z Bełchatowa. Pożdżenice zaczęły jednak z czasem tracić znaczenie jako miejsce koncentracji ludności luterańskiej na rzecz rozwijającego się Zelowa. Filiał w Pożdżenicach wraz z kantoratami skupiał w 1918 około 1000 wiernych, na terenie przez niego obejmowanym poza czterema domami modlitwy znajdowało się pięć cmentarzy.
Na początku lat 30. XX wieku Zelów zamieszkiwało około 500 osób wyznania ewangelicko-augsburskiego, głównie narodowości niemieckiej. Uciążliwość dojazdów do Pożdżenic na nabożeństwa spowodowała rozpoczęcie starań o budowę własnego kościoła. Dzięki zgodzie władz gminy, rozpoczęto organizację nabożeństw w jednej z sal szkoły. W celu pozyskania środków na budowę świątyni zborownicy zelowscy wprowadzili specjalny podatek kościelny. Wsparcie pieniężne zostało udzielone również przez parafię ewangelicko-reformowaną, a także innych darczyńców prywatnych.
Kamień węgielny pod budowę został położony w 1931. Kościół ewangelicko-augsburski im. Gustawa Adolfa w Zelowie został oddany do użytku w maju 1936 jako świątynia filiału Pożdżenice. Kościół został poświęcony 17 maja 1936. W uroczystości tej udział wziął biskup Kościoła Ewangelicko-Augsburskiego w RP ks. Juliusz Bursche. W 1940 powołano tutaj jednak samodzielną parafię, której proboszczem został Robert Liersch. 
Po zakończeniu II wojny światowej nabożeństwa były kontynuowane, jednak większość dotychczasowych członków parafii opuściła Zelów wraz ze zbliżającym się frontem, a pozostali na miejscu spotykali się z wrogością innych mieszkańców. Dochodziło do aktów dewastacji, wybijane były szyby w kościele, co czyniono również podczas trwania nabożeństw. Z powodu chęci uniknięcia ostracyzmu, część ewangelików zmieniła wyznanie na katolicyzm. Ostatecznie funkcjonowanie parafii zamarło. 
Zelów został objęty działalnością duszpasterską parafii w Piotrkowie Trybunalskim. Do wznowienia prowadzenia nabożeństw doszło tu w 1951, kiedy służbę wikariusza zaczął pełnić w Zelowie ks. Jerzy Gryniakow. Przywrócenie działania miejscowego zboru luterańskiego było możliwe dzięki wsparciu księży z zelowskiej parafii reformowanej. Od 1 grudnia 1953 ks. Gryniakow został administratorem parafii w Piotrkowie. W 1954 reaktywowano samodzielną parafię w Zelowie.

### Bełchatów
Ewangelickie osadnictwo w rejonie Bełchatowa rozpoczęło się przed okresem wojen napoleońskich, podczas gdy rejon ten wchodził w skład Królestwa Prus. Luterańscy koloniści byli tymczasowo obsługiwani przez rzymskokatolickiego duszpasterza z Grocholic. Do kolejnej fali osadniczej ewangelików doszło po przyłączeniu tego obszaru do Imperium Rosyjskiego, kiedy przybyli tu niemieccy rolnicy i rzemieślnicy z terenu pruskiej Prowincji Poznańskiej, a w rejon Kleszczowa – polsko i czeskojęzyczni osadnicy pochodzący ze Śląska Opolskiego.
Kościół ewangelicki w Bełchatowie został wybudowany w latach 1829–1832. Samodzielna parafia została powołana 15 kwietnia 1837 na podwalinach działającego tu wcześniej zboru. Jednostka obejmowała również Kleszczów, co trwało do czasu usamodzielnienia się tamtejszego zboru w 1847. Kleszczowska parafia początkowo skupiała również wiernych wyznania ewangelicko-reformowanego, jednak po likwidacji unii kościelnej w 1849 założyli oni osobną parafię kalwińską z siedzibą w Kucowie.
W 1852 w sąsiedztwie kościoła wzniesiono budynek mieszczący szkołę ewangelicką. W II połowie XIX wieku został założony również cmentarz wyznaniowy. Do parafii należał także filiał w Pożdżenicach.
Początkowo parafia posiadała znaczną liczbę kantoratów, które stanowiły mniejsze jednostki z nauczycielami pełniącymi rolę kantorów, co uprawniało ich do prowadzenia nabożeństw lektorskich. Kantoraty posiadały własne szkoły i cmentarze. Do zamknięcia części z nich doszło po 1870 w efekcie wyjazdu części należących do nich wiernych na Wołyń, w wyniku panującej tu epidemii cholery oraz głodu. Pozostały kantoraty w Hucie Porajskiej, Kałdunach, Myszakach i Pawłowie Szkolnym. Kolejne trzy kantoraty były administrowane przez filiał w Pożdżenicach: Korablew, Pawłowa i Zelów. W większości kantoratów nabożeństwa prowadzone były w budynkach miejscowych szkół, osobne kaplice powstały w Kałdunach i Pawłowej.
Podczas I wojny światowej doszło do pogorszenia się kondycji finansowej parafii, jednak uniknęła ona zaprzestania działalności.
Według danych z 1923 parafia bełchatowska należała do superintendentury piotrkowskiej  Kościoła Ewangelicko-Augsburski w RP i bez filiału w Pożdżenicach i podległych mu kantoratów liczyła 2309 wiernych.
W latach 1924–1941 stanowisko proboszcza w Bełchatowie sprawował ks. Jakob Gerhardt, który doprowadził do zaktywizowania się parafii po kryzysie spowodowanym działaniami wojennymi, a także do budowy kościoła w Zelowie dla filiału w Pożdżenicach. Należał on jednak do zwolenników narodowego socjalizmu, negatywnie odnosił się też do państwa polskiego. Został skazany za nielegalny obrót walutami obcymi oraz przemyt ludzi przez granicę. Po rozpoczęciu okupacji niemieckiej w 1939 został jednak przywrócony na poprzednie stanowisko, a także mianowany burmistrzem miasta. Wstęp do kościoła ewangelickiego w Bełchatowie został zakazany dla Polaków, a na bramie prowadzącej do niego została umieszczona tabliczka z napisem Für Polen verbotten. Proboszcz jednak wraz z obserwowaniem działalności hitlerowców zmienił swoje poglądy i zaczął bronić Polaków i Żydów, na skutek czego w 1941 w wyniku zatargu z władzami na tym tle przeniesiono go do Sieradza. Później zaczął sprawować funkcję proboszcza w parafii w Orłowej na Śląsku Cieszyńskim, zastępując jej wcześniejszych duszpasterzy, Józefa i Władysława Fierlę, aresztowanych przez Gestapo. W Orłowej ks. Jakob Gerhardt organizował tajne nabożeństwa w języku polskim, ponieważ miejscowi wierni byli niechętni wprowadzonym przez okupanta niemieckojęzycznym posługom. Po zakończeniu wojny ks. Gerhardt pracował w parafiach we wschodnich Niemczech, a później objął stanowisko duszpasterza polsko-niemieckiej parafii ewangelickiej w Nowym Jorku. Finalnie zamieszkał w Gronau w RFN.
W 1941 ostatnim proboszczem parafii został ks. Robert Liersch, pochodzący z Wołynia. Do końca II wojny światowej parafia skupiała około 4000 członków zamieszkałych na terytorium zbliżonym do współczesnego powiatu bełchatowskiego, z których większość wyjechała przed jej zakończeniem w głąb Niemiec w związku ze zbliżającym się frontem.
Po zakończeniu wojny i wysiedleniach osób narodowości niemieckiej, pozbawiona wiernych parafia zakończyła działalność. Pozostali w Bełchatowie luteranie stali się członkami parafii w Zelowie. Ostatnie pogrzeby na bełchatowskim cmentarzu miały miejsce w 1945, następnie ulegał on stopniowemu niszczeniu. Budynek kościoła luterańskiego został przejęty przez katolików, następnie zwrócono go jednak ewangelikom, do czego przyczynił się ks. Jerzy Gryniakow z parafii w Piotrkowie Trybunalskim. Ze względu na zły stan techniczny dawnej bełchatowskiej świątyni ewangelickiej i niemożność przeprowadzenia jej remontu przez niewielką wspólnotę, w latach 70. XX wieku została ona sprzedana miastu, a w 1984 zdewastowany obiekt wyburzono. Rozebrano również budynek pastorówki.
Budynek mieszczący dawniej szkołę ewangelicką po 1945 został przeznaczony na siedzibę szkoły zawodowej, a w latach 90. XX wieku otwarto w nim sklep odzieżowy. Został wyburzony w pierwszym dziesięcioleciu XXI w. Wiejskie kaplice i inne obiekty należące do kantoratów zostały rozebrane po wojnie przez osoby trzecie w celu pozyskania drewna. Jedynie murowany budynek domu zborowego należący do filiału w Pożdżenicach został przeznaczony na siedzibę szkoły podstawowej, działającej tu do początku lat dwutysięcznych.

## Współczesność
Parafia pozostaje pod administracją proboszcza parafii w Piotrkowie Trybunalskim.
Nabożeństwa w kościele w Zelowie odbywają się w każdą drugą i czwartą niedzielę miesiąca oraz w święta.
Z uwagi na brak własnej nekropolii, pochówki wiernych kościoła ewangelicko-augsburskiego odbywają się na cmentarzu ewangelicko-reformowanym.
Od 2006 w Zelowie organizowany jest corocznie Tydzień Ewangelizacyjny. W jego ramach odbywają się koncerty, prelekcje, spotkania ewangelizacyjne, zajęcia dla dzieci i młodzieży oraz inne wydarzenia.